# 1271
1271 كانت سنة بسيطة تبدأ يوم الخميس حسب التقويم اليولياني.

## أحداث
- السلطان المملوكي الظاهر بيبرس يفشل في فتح طرابلس وغزو قبرص
- إنشاء مشيخة الغزاة في الأندلس وتعيين أول قائد لها.

## مواليد
- 5 نوفمبر - محمود غازان سلطان إلخاني. (توفي 1304 م).